# Чиятау
Чиятау (баш. Сейәтау) — деревня в Балтачевском районе Республики Башкортостан Российской Федерации. Входит в состав Тучубаевского сельсовета. 

## География

### Географическое положение
Расстояние до:
- районного центра (Старобалтачёво): 28 км,
- центра сельсовета (Тучубаево): 9 км,
- ближайшей ж/д станции (Куеда): 100 км.

## Население
| 2002 | 2009 | 2010 |
| ---- | ---- | ---- |
| 6    | ↘5   | →5   |

Согласно переписи 2002 года, преобладающая национальность — башкиры (83 %).